# Ryosuke Kawanabe
Ryosuke Kawanabe (født 26. februar 1986) er en japansk fodboldspiller.
Han har spillet for flere forskellige klubber i sin karriere, herunder Tochigi SC, Giravanz Kitakyushu, Matsumoto Yamaga FC, AC Nagano Parceiro og Gainare Tottori.